# Bazylika św. Gotarda w Hildesheimie
Bazylika św. Gotarda (niem. Basilika St. Godehard) – romańska świątynia znajdująca się w niemieckim mieście Hildesheim. Dawny kościół klasztorny zakonu benedyktynów.

## Historia
Kamień węgielny pod budowę klasztoru wmurowano w 1130 roku staraniem bpa Bernharda I, który został tu pochowany. W 1136 wprowadzili się tu pierwsi zakonnicy, a w 1172 kościół klasztorny konsekrowano pod wezwaniem Matki Bożej i św. Gotarda. Benedyktyni zarządzali sporym majątkiem, częściowo podarowanym przez biskupa-fundatora, i 1325 akrami ziemi. 
W 1803 placówka została zsekularyzowana, a przejęte przez państwo zabudowania przekształcono w więzienie. Kościół pozostał w rękach wspólnoty katolickiej, w 1812 postanowiono urządzić w nim magazyn, lecz już po trzech latach budynek powrócił do celów sakralnych.
Podczas II wojny światowej kościół uniknął poważniejszych zniszczeń, został jedynie nieznacznie uszkodzony w trakcie nalotu bombowego na przełomie lutego i marca 1945. Do chwili ukończenia odbudowy katedry w 1960 roku był prokatedrą diecezji Hildesheimu, ponownie pełnił tę funkcję w latach 2010–2014. 7 grudnia 1963 papież Paweł VI wyniósł kościół do godności bazyliki mniejszej.

## Architektura i wyposażenie
Świątynia romańska, trójnawowa, z transeptem i dwuwieżowym westwerkiem z absydą, pełniącą dziś funkcję baptysterium. Nad skrzyżowaniem naw ustawiono ośmioboczną wieżę. Elewacje dekorują lizeny i fryz arkadowy, tympanon północnego portalu nawy bocznej zdobi wizerunek Jezusa Chrystusa w otoczeniu świętych Gotarda i Epifaniusza. Nawa główna jest oddzielona od naw bocznych filarami i kolumnami.
Wnętrze zdobią późnogotyckie stalle chórowe, późnobarokowy ołtarz św. Benedykta i neoromański żyrandol podarowany przez królową Marię z Saksonii-Altenburga. Do dzisiejszych czasów zachowały się trzy średniowieczne dzwony. Organy wykonano w 1912 roku w warsztacie Furtwängler & Hammer Orgelbau, w maju 2022 zakończono ich renowację. Składają się z trzech manuałów i 47 głosów.

## Galeria

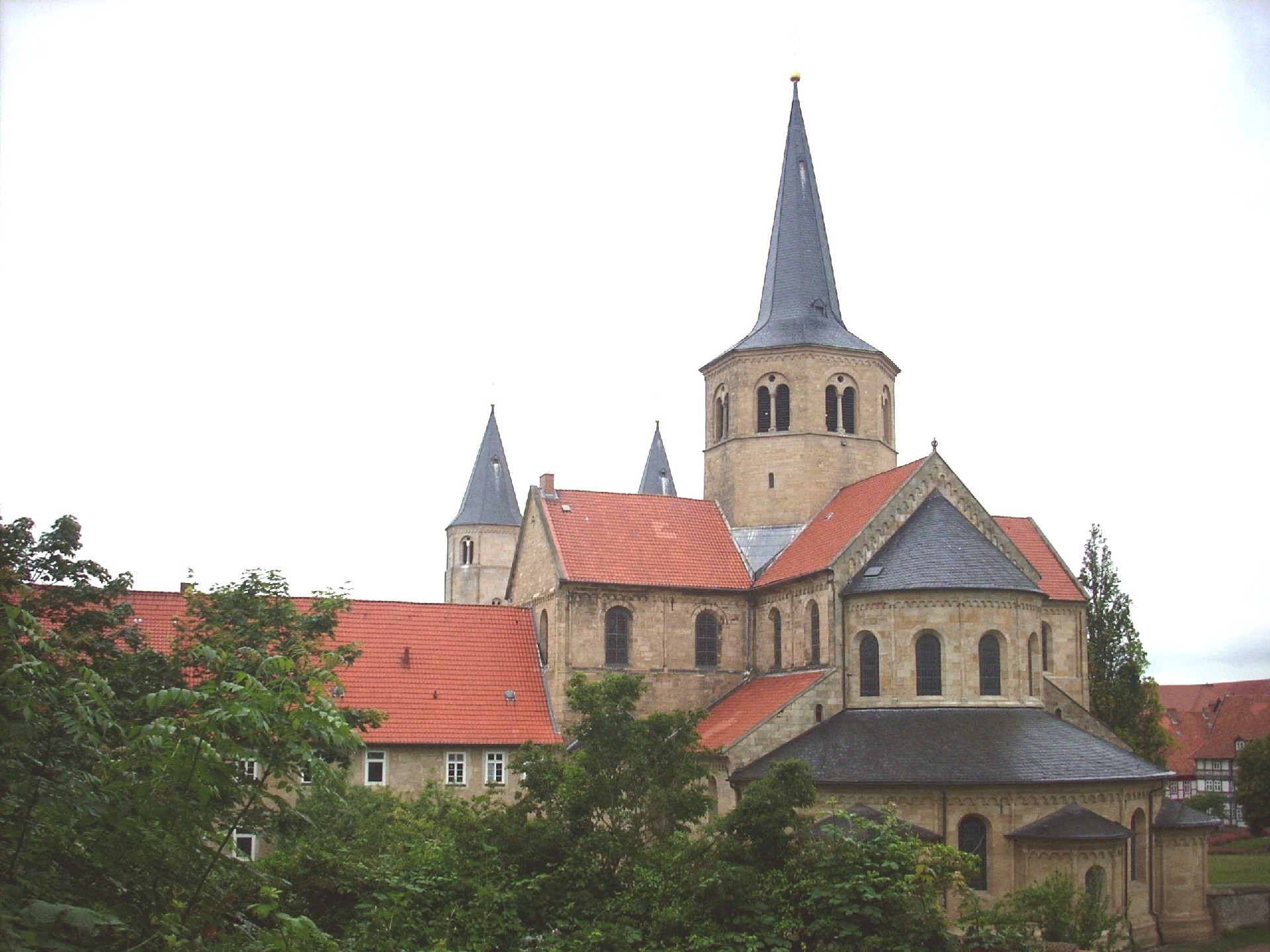
Widok ze wschodu
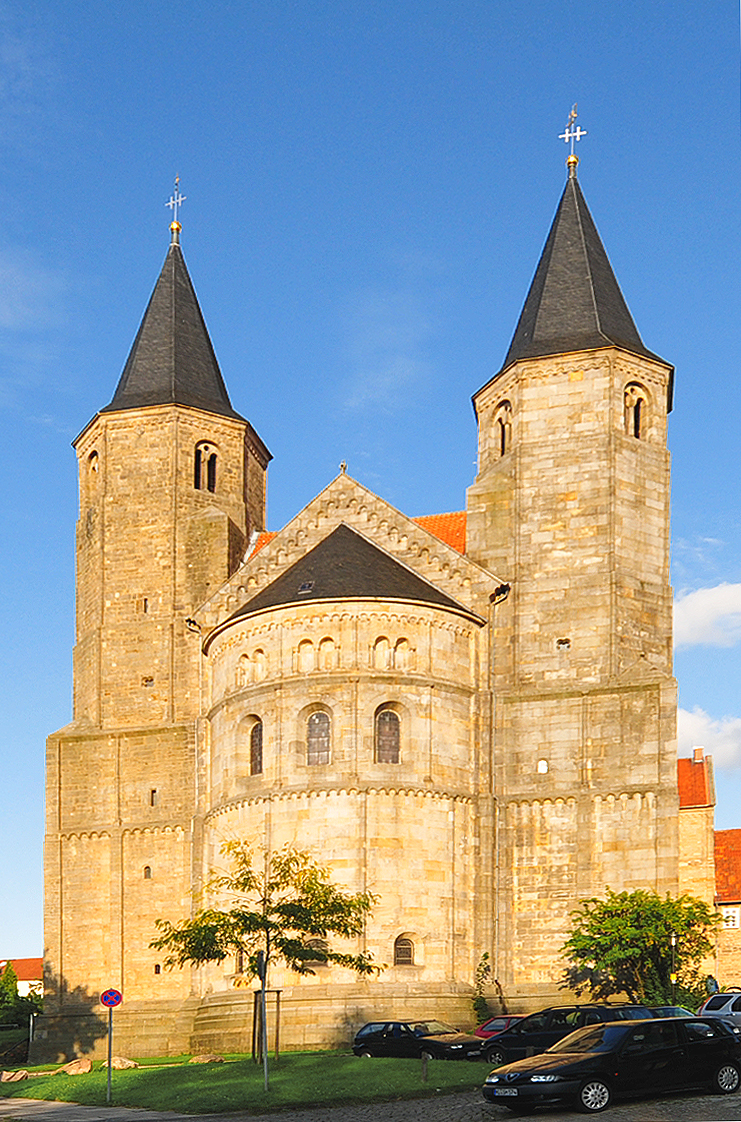
Westwerk
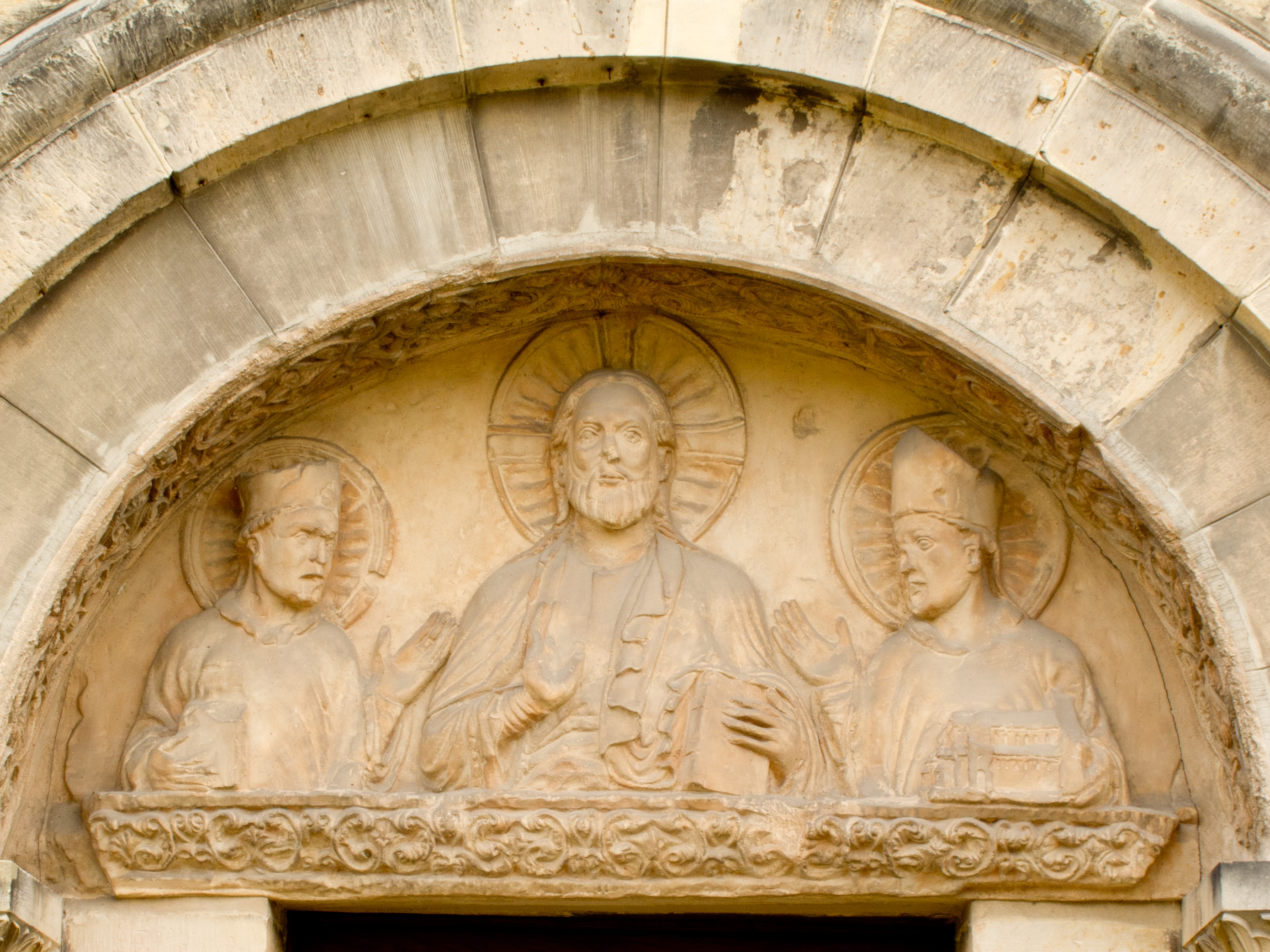
Tympanon północnego portalu
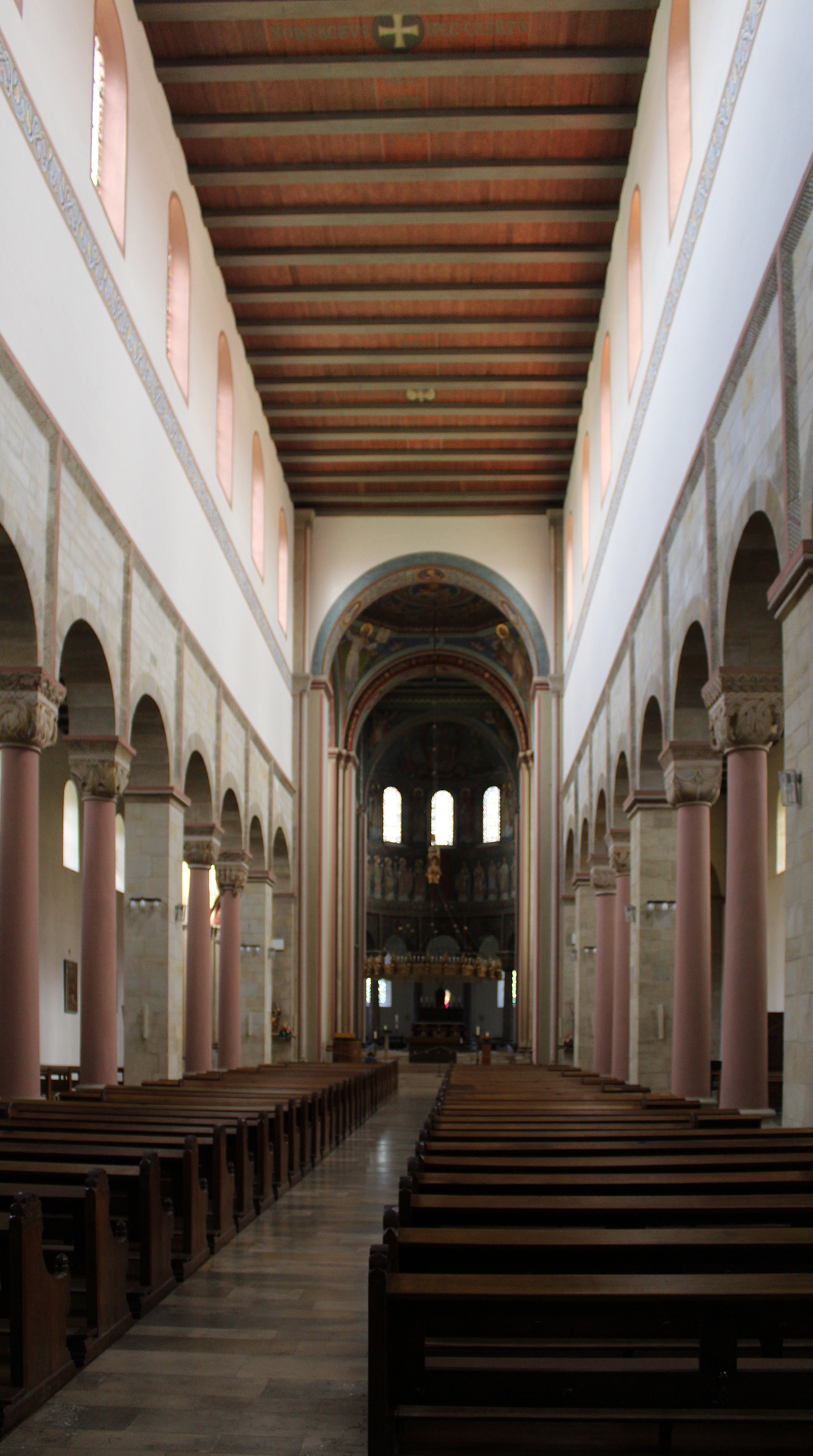
Wnętrze
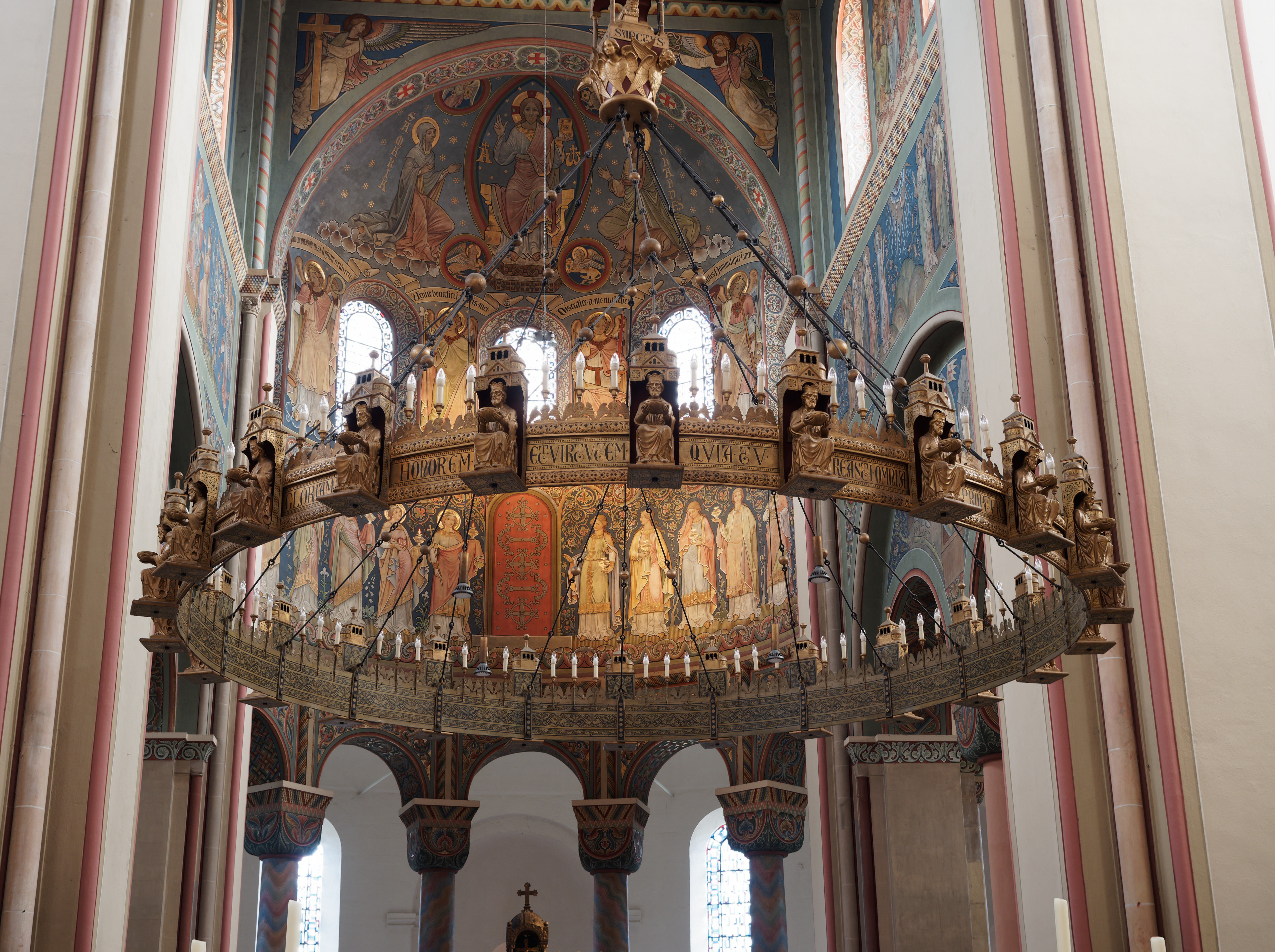
Neoromański żyrandol
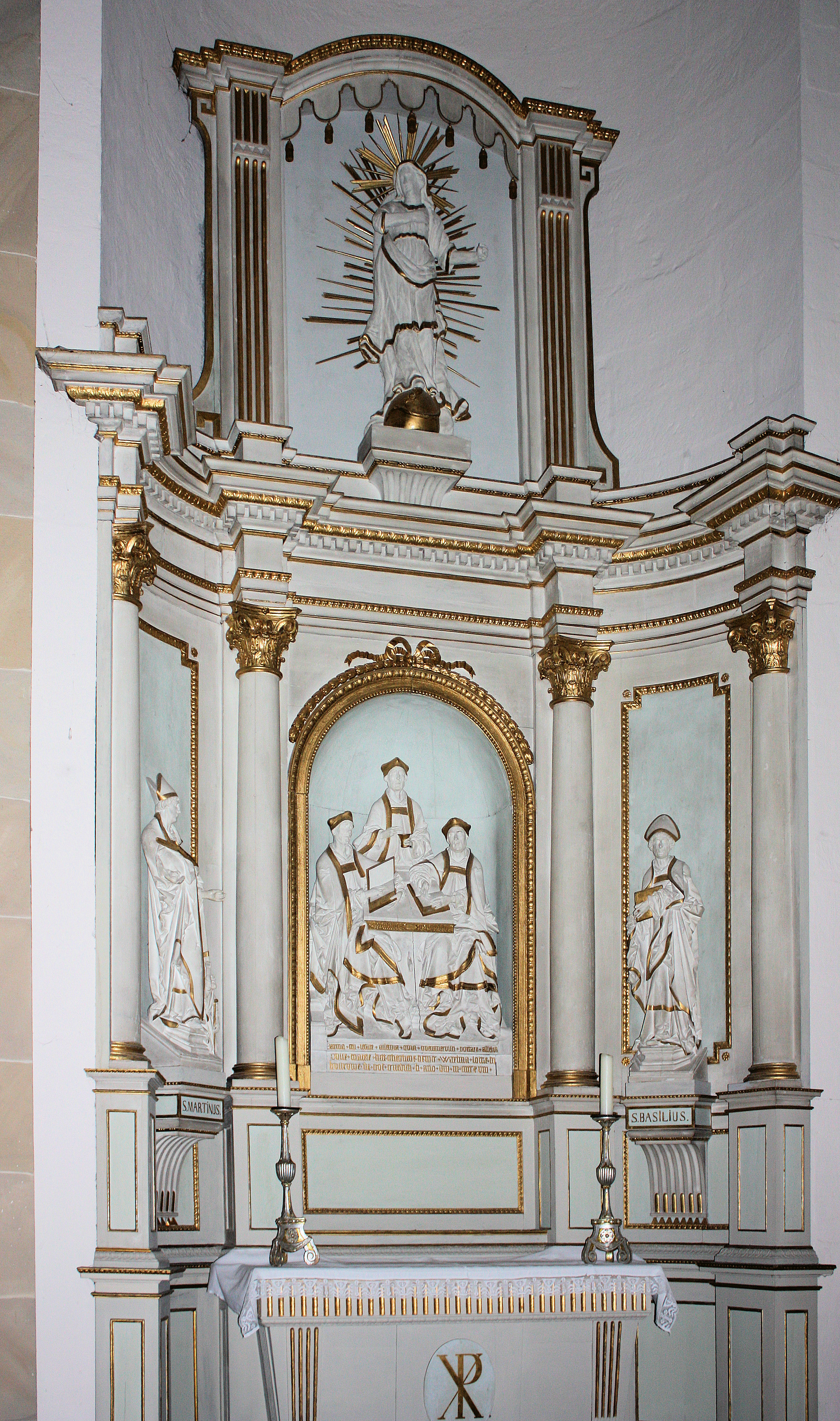
Ołtarz św. Benedykta
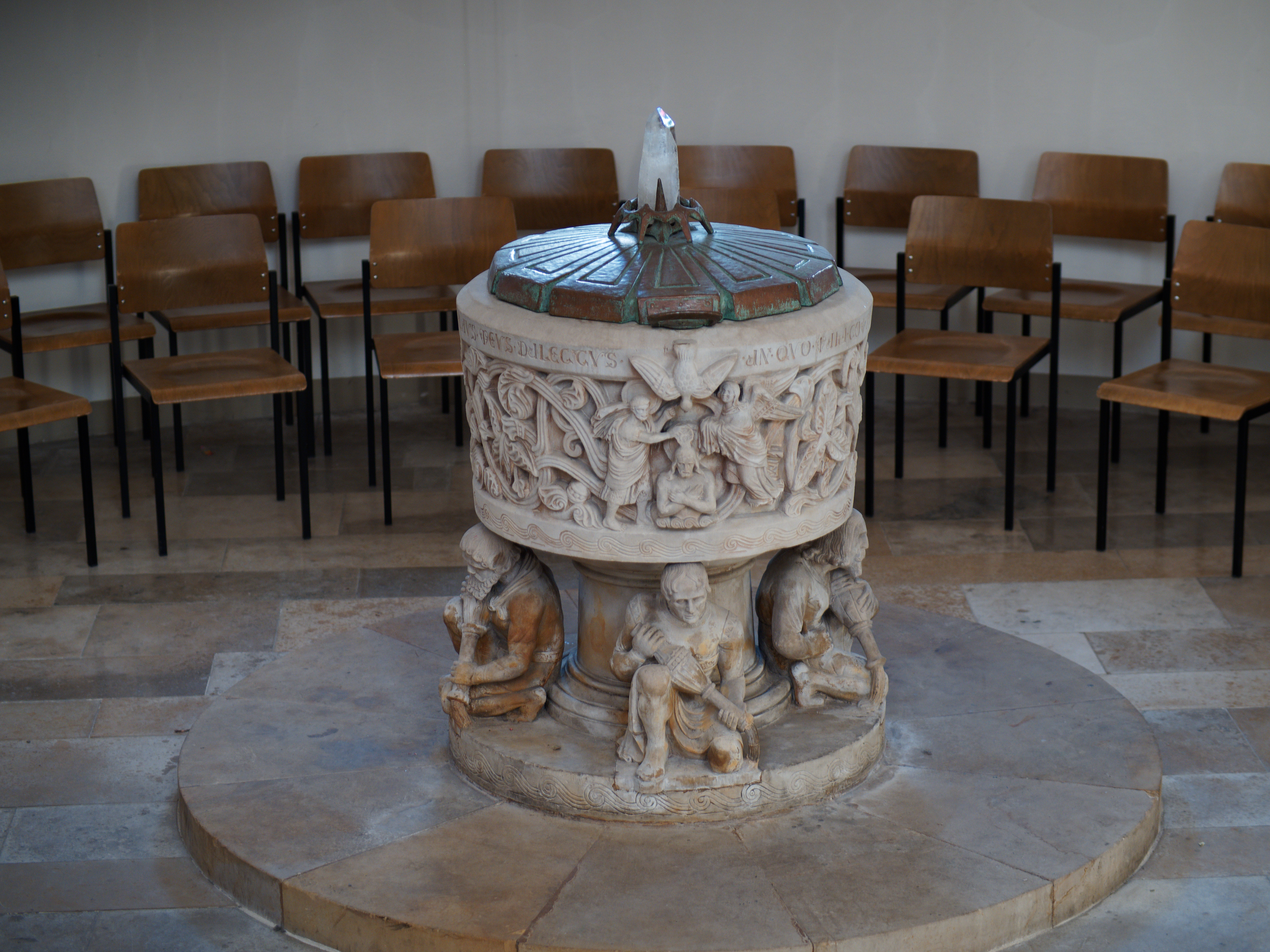
Chrzcielnica
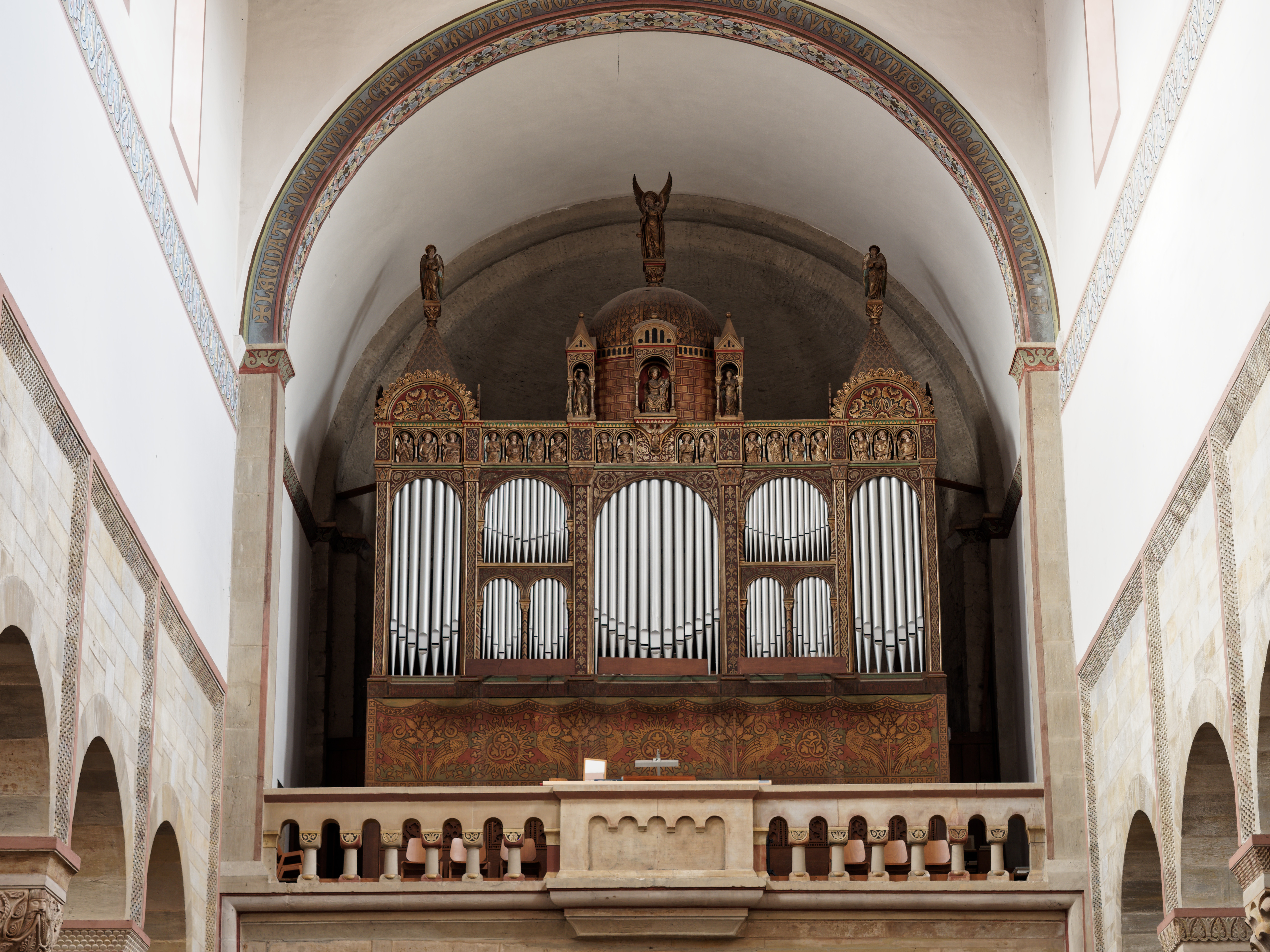
Organy